# Козаково (Ярський район)
Козако́во (рос. Казаково) — присілок у складі Ярського району Удмуртії, Росія

## Населення
Населення — 5 осіб (2010, 57 у 2002).
Національний склад станом на 2002 рік:
- росіяни — 68 %
- удмурти — 32 %